# Almsdorf

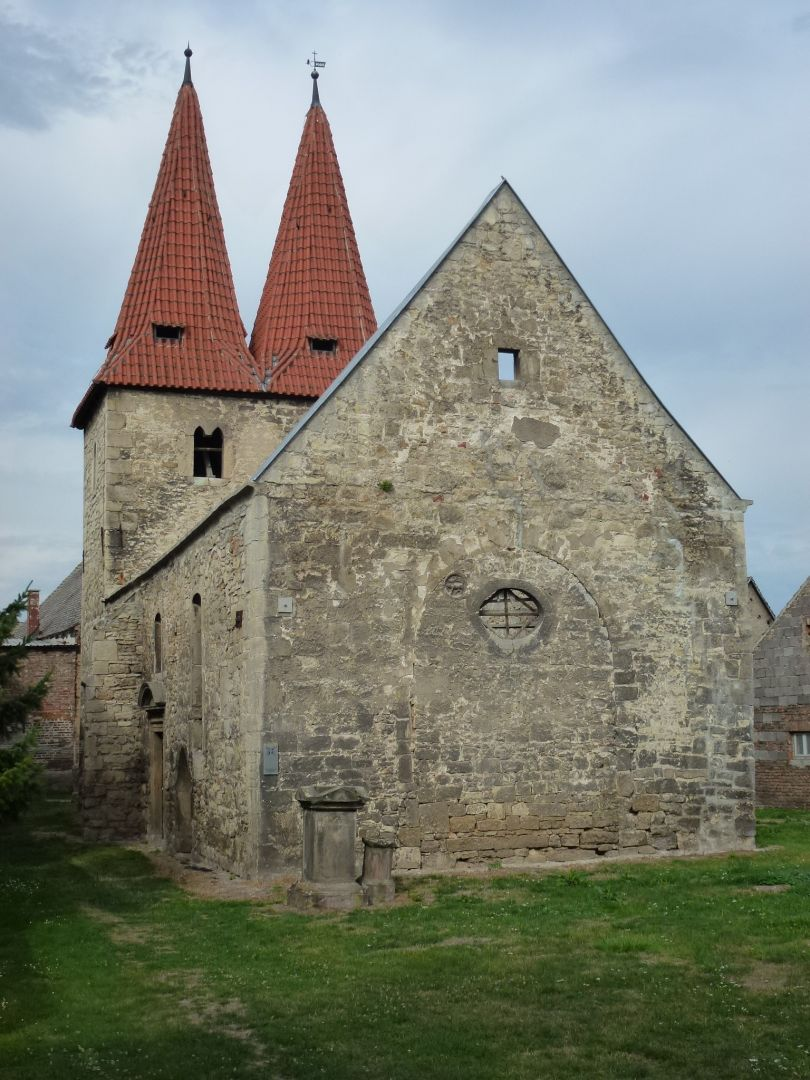
Die Almsdorfer Kirche

Almsdorf ist seit 1948 ein Ortsteil der Gemeinde Gröst, die 2006 in die Stadt Mücheln (Geiseltal) im Saalekreis eingemeindet wurde.

## Geschichte
Bis 1815 war der Ort ein Amtsdorf des sächsischen Amtes Freyburg. 1589 lebten hier 24 besessene Mann (Personen mit Hausbesitz), darunter zwei Anspänner und 22 Hintersättler. Der Ort unterstand dem Landgericht Roßbach. Die Ortsflur grenzte damals mit der Dorfflur Leiha und den Taubenheimischen Gerichten. Die Kirche war damals bereits eine Filiale von Gröst.
1822 war die Bevölkerungszahl auf 76 Einwohner gesunken, die in 20 Häusern lebten und zum preußischen Landkreis Querfurt gehörten. Im Jahr 1927 hatte Almsdorf 125 Einwohner.

## Verkehr

### Nahverkehr
Im öffentlichen Nahverkehr ist Almsdorf über die Haltestellen Almsdorf und Leihaer Straße mit folgender Linie erreichbar:
- Bus 722 (PNVG Merseburg-Querfurt): Merseburg – Almsdorf – Gröst – Mücheln

## Trivia
Almsdorf ist die Heimat der Schlagersängerin Franziska.